# 斗鸡 (热罗姆)
《斗鸡》（法語：Un combat de coqs）是法国艺术家让-莱昂·热罗姆的一幅油画，创作于1846年，是画家最早取得成功的作品之一。
这幅画于1847年进入巴黎沙龙展出，大受欢迎，出售给鲁克斯·拉博里先生。
1872年，艺术品交易商阿道夫·古皮尔（Adolphe Goupil）从丧偶的伯爵夫人H·德·布萨特（H.de Bussat）手中买下了这幅画，并于1873年将其出售给卢森堡博物馆。1920年至1986年，这幅画在卢浮宫展出，自1986年起藏于奥赛博物馆。